# 諸錦
諸錦（1686年—1769年），字襄七、號草廬、又號孚文，浙江省嘉興府秀水縣（今浙江省嘉興市）人，清朝政治人物。

## 生平
雍正二年（1724年）登進士。乾隆初年（1736年）參加博學宏詞，授編修。之後擔任三禮館纂修。乾隆六年（1742年）擔任福建鄉試正考官。乾隆十二年（1748年）擔任山西鄉試副考官，乾隆十五年（1751年）任貴州鄉試正考官。擔任左春坊左贊善，遂告歸。著有《毛詩說》、《饗禮補亡》、《夏小正注》及《絳跗閣集》。嘉慶二十三年（1818年）入祀鄉賢祠。

## 延伸阅读
[在维基数据编辑]
 《清史稿·卷485》，出自趙爾巽《清史稿》